# Приглашение (Ведьмак)
«Приглашение» (англ. The Invitation) — четвёртая серия третьего сезона американо-польского телесериала «Ведьмак». Её режиссёром является Ганджа Монтейру, сценарий написал Рэй Бенджамин. Премьера состоялась 29 июня 2023 года на Netflix.

## Сюжет
Литературной основой сценария серии стали произведения писателя-фантаста Анджея Сапковского. Главные герои — ведьмак Геральт из Ривии, его «дитя неожиданности» Цирилла из Цинтры и его возлюбленная Йеннифэр из Венгерберга. Их судьбы разворачиваются на фоне масштабной политической игры, в ходе которой решается судьба целого континента. Основной источник сюжетного материала для всего третьего сезона — книга Сапковского «Час презрения». В «Приглашении» появляется некий «интригующий злодей».

## В ролях
- Генри Кавилл — Геральт из Ривии
- Фрейя Аллан — княжна Цирилла
- Аня Чалотра — Йеннифэр из Венгерберга

## Оценки
В первых рецензиях можно найти оценки четвёртой серии как слишком затянутой: на 55 минут хронометража приходятся всего один экшен-эпизод и два относительно удачных диалога.
Критик Брэдли Расселл счёл «Приглашение» одним из лучших эпизодов третьего сезона. По его словам, рассказ о том, как Геральт и Цири охотятся на чудовище, даёт зрителю долгожданную возможность отдохнуть от напыщенными и надуманными политическими сюжетами, довлеющими над остальными сериями.